# Canto Fajã
Canto Fajã es una localidad caboverdiana del municipio de Ribeira Brava.

## Geografía
La localidad está situada en la isla de São Nicolau.

## Organización territorial
La localidad abarca los lugares y barrios de:
- Canal de Nica
- Canto de Baixo
- Canto de Cima
- Chafariz
- Ladeira de Estrada